# Австралійська футбольна ліга
Австралійська футбольна ліга (АФЛ) головне спортивне змагання з австралійського футболу.
Змагання в АФЛ триває з березня по вересень та складається з двох кіл по 23 матчі ("у гостях - вдома"), після чого проводиться фінальна серія, сезон завершує «Великий фінал», переможець якого отримує кубок.

### Регіональне представництво в АФЛ
Австралійська Столична Територія, Північна Територія, а також Тасманія не мають клубного представництва в АФЛ, однак, як мінімум, дві гри сезону АФЛ проходять в цих регіонах Австралії. На сьогоднішній день 18 клубів АФЛ дислокуються в п'яти штатах Австралії, десять з яких - в штаті Вікторія (дев'ять з Мельбурну та його околиць),  штати Новий Південний Уельс, Квінсленд, Південна Австралія, Західна Австралія мають по дві команди в АФЛ.

## Клуби АФЛ
| Клуб                | Прізвисько       | Розташування                       | Тренувальна база                               | Домашна арена, її місткість                              | Членів станом на 2019 рік | Дебют   | Чемпіон | Роки чемпіонства                                                                               |
| ------------------- | ---------------- | ---------------------------------- | ---------------------------------------------- | -------------------------------------------------------- | ------------------------- | ------- | ------- | ---------------------------------------------------------------------------------------------- |
| Аделаїда            | Круки            | Аделаїда, штат Південна Австралія  | AAMI                                           | AAMI (51 515)                                            | 64 437                    | 1991    | 2       | 1997, 1998                                                                                     |
| Брисбен             | Леви             | Брисбен, штат Квінсленд            | Габба                                          | Габба (42 000)                                           | 28 023                    | 1997**  | 3       | 2001, 2002, 2003                                                                               |
| Карлтон             | Блакитні         | Мельбурн, штат Вікторія            | Вайзі Парк                                     | Доклендс (53 355) Мельбурн Крикет Граунд (100 018)       | 64 269                    | 1897    | 16      | 1906, 1907, 1908, 1914, 1915, 1938, 1945, 1947, 1968, 1970, 1972, 1979, 1981, 1982, 1987, 1995 |
| Колінвуд            | Сороки, Пироги   | Мельбурн, штат Вікторія            | Мельбурнський спортивний та розважальний центр | Мельбурн Крикет Граунд (100 018)                         | 85 226*                   | 1897    | 15      | 1902, 1903, 1910, 1917, 1919, 1927, 1928, 1929, 1930, 1935, 1936, 1953, 1958, 1990, 2010       |
| Ессендон            | Бомбардувальники | Мельбурн, штат Вікторія            | Вінді Гілл                                     | Доклендс (53 355)                                        | 84 237*                   | 1897    | 16      | 1897, 1901, 1911, 1912, 1923, 1924, 1942, 1946, 1949, 1950, 1962, 1965, 1984, 1985, 1993, 2000 |
| Фрімантл            | Портовики        | Фрімантл, штат Західна Австралія   | Фрімантл Овал                                  | Субіако Овал (43 500)                                    | 51 431                    | 1995    | 0       | -                                                                                              |
| Джилонг             | Коти             | Джилонг, штат Вікторія             | Скіллд                                         | Скіллд (28 000)                                          | 65 063                    | 1897    | 9       | 1925, 1931, 1937, 1951, 1952, 1963, 2007, 2009, 2011, 2022                                     |
| Золоте Узбереження  | Сонячні          | Голд Кост, штат Квінсленд          | Каррара                                        | Каррара (25 000)                                         | 13 649                    | 2011    | -       | -                                                                                              |
| Готорн              | Яструби          | Мельбурн, штат Вікторія            | Вейверлі Парк                                  | Мельбурн Крикет Граунд (100 018) Аврора (20 000)         | 81 211                    | 1925    | 13      | 1961, 1971, 1976, 1978, 1983, 1986, 1988, 1989, 1991, 2008, 2013, 2014, 2015                   |
| Мельбурн            | Демони           | Мельбурн, штат Вікторія            | Джанкшен Овал                                  | Мельбурн Крикет Граунд (100 018)                         | 52 421                    | 1897    | 12      | 1900, 1926, 1939, 1940, 1941, 1948, 1955, 1956, 1957, 1959, 1960, 1964                         |
| Північний Мельбурн  | Кенгуру          | Мельбурн, штат Вікторія            | Арден Стріт Овал                               | Доклендс (53 355)                                        | 42 419                    | 1925    | 4       | 1975, 1977, 1996, 1999                                                                         |
| Порт Аделаїда       | Сила             | Аделаїда, штат Південна Австралія  | Альбертон Овал                                 | AAMI (51 515)                                            | 51 951                    | 1997    | 1       | 2004                                                                                           |
| Ричмонд             | Тигри            | Мельбурн, штат Вікторія            | Пант Роуд Овал                                 | Мельбурн Крикет Граунд (100 018)                         | 103 358                   | 1908    | 13      | 1920, 1921, 1932, 1934, 1943, 1967, 1969, 1973, 1974, 1980, 2017, 2019, 2020                   |
| Сент-Кілда          | Святі            | Мельбурн, штат Вікторія            | Лайнен Хаус Центр                              | Доклендс (53 355)                                        | 43 038                    | 1897    | 1       | 1966                                                                                           |
| Сідней              | Лебеді           | Сідней, штат Новий Південний Уельс | Сідней Крикет Граунд                           | Сідней Крикет Граунд (46 000) Стадіон Австралія (81 500) | 61 912                    | 1897*** | 4       | 1909, 1918, 1933, 2005                                                                         |
| Західне Узбереження | Орли             | Перт, штат Західна Австралія       | Субіако Овал                                   | Субіако Овал (43 500)                                    | 90 445                    | 1987    | 3       | 1992, 1994, 2006                                                                               |
| Футскрей            | Західні Бульдоги | Мельбурн, штат Вікторія            | Віттен Овал                                    | Доклендс (53 355) TIO (17 000) Манука Овал (15 000)      | 44 373                    | 1925    | 2       | 1954, 2016                                                                                     |

- * клубний рекорд членства
- ** після злиття з Фіцрой в 1996 році
- *** клуб було засновано в Мельбурні як 'South Melbourne Football Club,' але він переїхав до Сіднею в 1982 році

## Володарі "Дерев'яних ложок"
Команди, що посіли останні місця за результатами сезону в АФЛ.
| Команда                     | Кількість | Рік |
| --------------------------- | --------- | --- |
| Сент-Кілда                  | 27        | 1897, 1898, 1899, 1900, 1901, 1902, 1904, 1909, 1910, 1920, 1924, 1943, 1945, 1947, 1948, 1952, 1954, 1955, 1977, 1979, 1983, 1984, 1985, 1986, 1988, 2000, 2014 |
| Північний Мельбурн          | 13        | 1926, 1929, 1930, 1931, 1934, 1935, 1937, 1940, 1956, 1961, 1968, 1970, 1972                                                                                     |
| Мельбурн                    | 12        | 1905, 1906, 1919, 1923, 1951, 1969, 1974, 1978, 1981, 1997, 2008, 2009                                                                                           |
| Сідней                      | 11        | 1903, 1922, 1938, 1939, 1962, 1971, 1973, 1975, 1992, 1993, 1994                                                                                                 |
| Готорн                      | 11        | 1925, 1927, 1928, 1932, 1941, 1942, 1946, 1949, 1950, 1953, 1965                                                                                                 |
| Фіцрой                      | 8         | 1916, 1936, 1963, 1964, 1966, 1980, 1995, 1996 |
| Ричмонд                     | 7         | 1916, 1917, 1960, 1987, 1989, 2004, 2007 |
| Карлтон                     | 5         | 2002, 2005, 2006, 2015, 2018 |
| Ессендон                    | 5         | 1907, 1918, 1921, 1933, 2016 |
| Джилонг                     | 5         | 1908, 1915, 1944, 1957, 1958 |
| University                  | 4         | 1911, 1912, 1913, 1914 |
| Footscray/ Західні Бульдоги | 4         | 1959, 1967, 1982, 2003 |
| Ведведі Брисбен             | 2         | 1990, 1991 |
| Леви Брисбен                | 2         | 1998, 2017 |
| Колінвуд                    | 2         | 1976, 1999 |
| Золоте Узбережжя            | 2         | 2011, 2019 |
| Великий Західний Сідней     | 2         | 2012, 2013 |
| Фрімантл                    | 1         | 2001 |
| Орли                        | 1         | 2010 |
| Аделаїда                    | 1         | 2020 |
| Порт Аделаїда               | 0         | N/A |

## Стадіони
| Назва арени            | Місто      | Штат                             | Місткість                       | Поточний орендар(і)                                             |
| ---------------------- | ---------- | -------------------------------- | ------------------------------- | --------------------------------------------------------------- |
| Мельбурн Крикет Граунд | Мельбурн   | Вікторія                         | 100 016                         | Колінвуд Готорн Мельбурн Ричмонд Карлтон                        |
| Стадіон Австралія      | Сідней     | Новий Південний Уельс            | 81 500                          | Сідней                                                          |
| Доклендс               | Мельбурн   | Вікторія                         | 53 359                          | Ессендон Сент-Кілда Західні Бульдоги Північний Мельбурн Карлтон |
| Футбол Парк            | Аделаїда   | Південна Австралія               | 51 515                          | Порт Аделаїда Аделаїда                                          |
| Сідней Крикет Граунд   | Сідней     | Новий Південний Уельс            | 46 000                          | Сідней                                                          |
| Субіако Овал           | Перт       | Західна Австралія                | 43 500                          | Західне Узбережжя Фрімантл                                      |
| Габба                  | Брисбен    | Квінсленд                        | 42 000                          | Леви Брисбен                                                    |
| Кардінія Парк          | Джилонг    | Вікторія                         | 27 000 (збільшується до 30 000) | Джилонг                                                         |
| Каррара                | Голд Кост  | Квінсленд                        | 25 000                          | Золоте Узбережжя                                                |
| Сіднейська арена       | Сідней     | Новий Південний Уельс            | 21 000                          | Великий Західний Сідней                                         |
| Йорк Парк              | Лаунчестон | Тасманія                         | 20 000                          | Хавторн                                                         |
| Манука Овал            | Канберра   | Австралійська Столична Територія | 15 000                          | Western Bulldogs                                                |
| Маррара Стадіон        | Дарвін     | Північна Територія               | 15 000                          | Western Bulldogs Мельбурн Ричмонд Порт Аделаїда                 |
| Казалі Стадіон         | Кернс      | Квінсленд                        | 12 000                          |                                                                 |

## Щорічні нагороди
- Медаль Браунлоу
- Медаль Коулмена
- Молода зірка АФЛ
- Лей Мэттьюз Трофі
- Медаль Норма Сміта
- Медаль Джока Макхейла
- Медаль Майкла Така
- Медаль Лу Ричардса
- "Позначка" року
- Гол року
- Гравець року

## Найкращі бомбардири клубів ВФЛ/АФЛ
Оновлено станом на квітень 2021 року та було враховано лише забиті голи в офіційних матчах та фіналах Вікторіанської Футбольної Ліги/Австралійської Футбольної Ліги, відповідного гравця грав за певний клуб.
| Клуб                        | Гравець                                                 | Голи | Ігри | Період виступів   |
| --------------------------- | ------------------------------------------------------- | ---- | ---- | ----------------- |
| Аделаїда                    | Тейлор Вокер [англ. Taylor Walker]                      | 466  | 209  | 2008 – ...        |
| Ведмеді Брисбен             | Роджер Мерретт [англ. Roger Merrett]                    | 285  | 164  | 1988 – 1996       |
| Леви Брисбен*               | Джонатан Браун [англ. Jonathan Brown]                   | 594  | 256  | 2000 – 2014       |
| Карлтон                     | Стефен Кьорнехен [англ. Stephen Kernahan]               | 738  | 251  | 1986 – 1997       |
| Колінвуд                    | Ґордон Ковентрі [англ. Gordon Coventry]                 | 1299 | 306  | 1920 – 1937       |
| Ессендон                    | Метью Ллойд [англ. Matthew Lloyd]                       | 926  | 270  | 1995 – 2009       |
| Фіцрой*                     | Джек Морьярті [англ. Jack Moriarty]                     | 626  | 157  | 1924 – 1933       |
| Footscray/ Західні Бульдоги | Саймон Бізлі [англ. Simon Beasley]                      | 575  | 154  | 1982 – 1989       |
| Фрімантл                    | Метью Павліч [англ. Matthew Pavlich]                    | 700  | 353  | 2000 – 2016       |
| Джилонг                     | Гері Аблетт Старший [англ. Gary Ablett Sr.]             | 1021 | 242  | 1984 – 1997       |
| Золоте Узберження           | Том Лінч [англ. Tom Lynch]                              | 254  | 131  | 2011 – …          |
| Великий Західний Сідней     | Джеремі Кемерон [англ. Jeremy Cameron]                  | 427  | 171  | 2012 – …          |
| Готорн                      | Джейсон Данстолл [англ. Jason Dunstall]                 | 1254 | 269  | 1985 – 1998       |
| Мельбурн                    | Девід Нейц [англ. David Neitz]                          | 631  | 306  | 1993 – 2008       |
| Північний Мельбурн          | Вейн Кері [англ. Wayne Carey]                           | 671  | 244  | 1989 – 2001       |
| Порт Аделаїда               | Воррен Тредреа [англ. Warren Tredrea]                   | 549  | 255  | 1997 – 2010       |
| Ричмонд                     | Джек Тіт [англ. Jack Titus]                             | 970  | 294  | 1926 – 1943       |
| Сідней                      | Гарольд Роберт Пратт (Боб Пратт) [англ. Bob Pratt]      | 681  | 158  | 1930 – 1939, 1946 |
| Сент-Кілда                  | Ентоні Говард Локетт (Тоні Локет) [англ. Tony Lockett]  | 898  | 183  | 1983 – 1994       |
| Західне Узбереження         | Джошуа Джей Кеннеді (Джош Кеннеді) [англ. Josh Kennedy] | 647  | 243  | 2008 – ...        |

* Наприкінці 1996 року відбулося злиття та було створено Брисбен Лайонз